# Bien-être et droits des animaux en Azerbaïdjan

Logo mondial de protection des animaux

L'article traite des mécanismes de protection existants, y compris la législation et les organisations d'animaux en Azerbaïdjan. La communauté internationale a déjà reconnu et affirmé que les animaux ont leurs propres droits inaliénables. Les animaux sont des êtres vivants plus vulnérables et pour cette raison, ils doivent être protégés contre les menaces du monde extérieur. Les mesures visant à protéger les animaux comprennent l'adoption d'actes législatifs et de conventions internationales, la création d'organisations, des campagnes de sensibilisation, l'éducation et autres.

## Livre rouge d'Azerbaïdjan
Des listes d'espèces rares et en voie de disparition d'animaux sauvages en Azerbaïdjan sont établies dans le livre rouge. Le livre rouge est un document officiel. La première édition du document a été publiée en 1989 et l'on s'attend à republier le livre tous les 10 ans. Le document contient des informations sur les mesures de protection des espèces animales rares et en danger et leur diffusion dans tout le pays, y compris le secteur de la mer Caspienne (lac) appartenant à l'Azerbaïdjan. Le livre fait la différence entre les espèces rares et en voie de disparition. La dernière version du livre rouge publiée en 2013 contient des informations sur 14 espèces de mammifères rares et en voie de disparition, 36 espèces d'oiseaux, 5 espèces de poissons, 13 amphibiens, et des espèces de reptiles, 40 espèces d'insectes.

## Organisations

### Centre de sauvetage d'animaux d'Azerbaïdjan
Le CSVA (Centre de sauvetage vétérinaires et de soins vétérinaires d'Azerbaïdjan), premier centre de protection des animaux en Azerbaïdjan, a été fondé par Mme Hedieh Rochanzamir. L'objectif principal de l'AARC est de minimiser les animaux de la rue. L'organisation a stérilisé gratuitement plus de 4000 animaux jusqu'à la fin du mois de septembre 2017. Pour la stérilisation des animaux et d'autres fins médicales, le CSVA emploie une équipe spécialisée de médecins vétérinaires et de chirurgiens. L'organisation promeut la culture de l'amour et de l'adoption des animaux et empêche les traitements cruels et inhumains contre les animaux. Le CSVA croit que les animaux ont besoin des soins et de l'attention des gens ainsi que de la maison, de la nourriture, de l'eau et des soins médicaux,.

### Société azerbaïdjanaise pour la protection des animaux
La société azerbaïdjanaise pour la protection des animaux (SAPA) a été enregistrée par le ministère de la Justice de l'Azerbaïdjan le 20 octobre 1992. En novembre 2001, la Société mondiale pour la protection des animaux et, le 6 février 2002, la Société royale pour la prévention de la cruauté envers les animaux a été membre de le SAPA.

## Conventions ratifiées

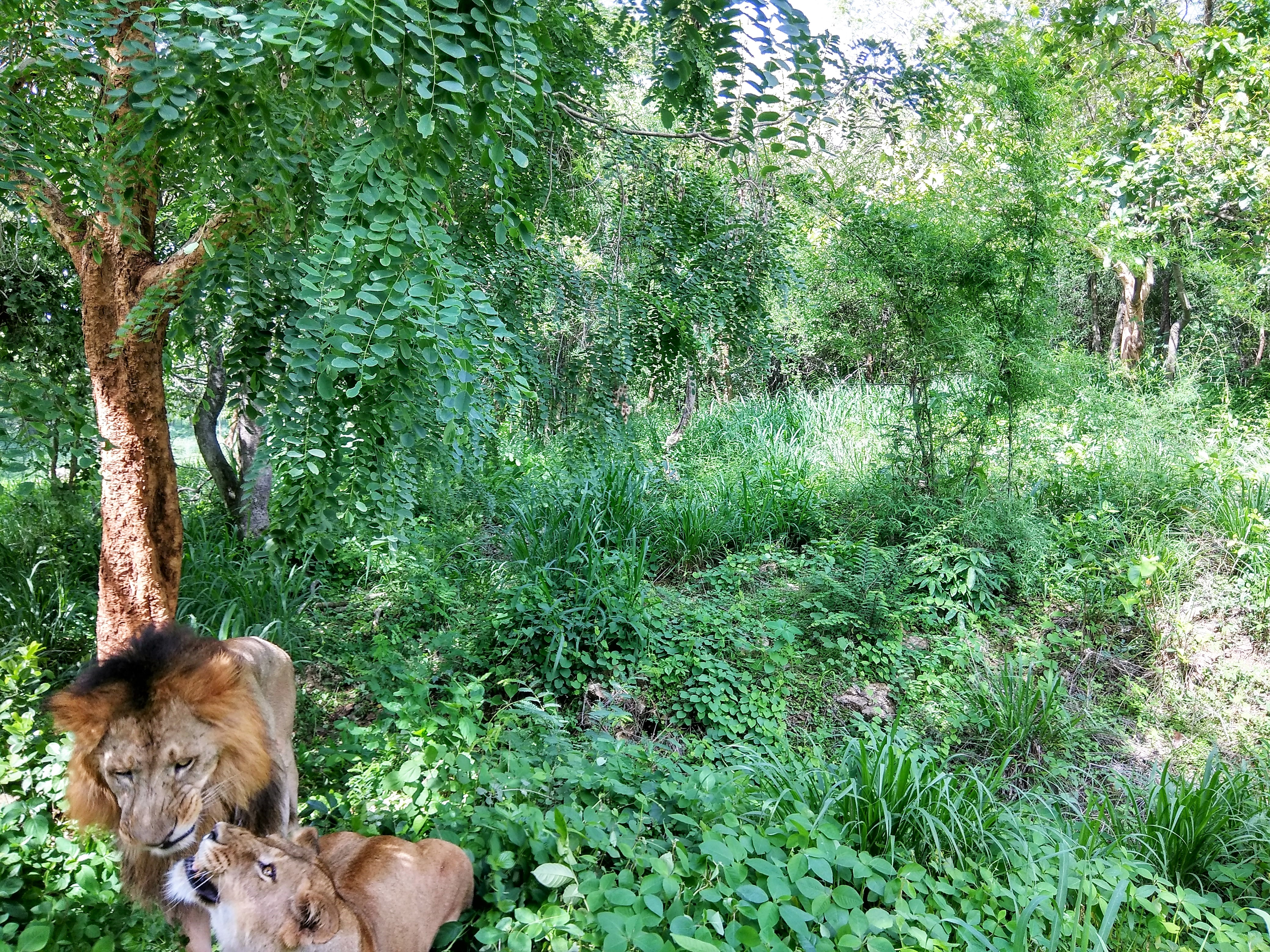
Patrimoine naturel de la faune

L'Azerbaïdjan a signé la Convention européenne pour la protection des animaux de compagnie le 22 octobre 2003 et l'a ratifiée le 19 octobre 2007. Depuis le 1er mai 2008, la Convention est en vigueur en Azerbaïdjan. La Convention vise à améliorer la santé et le bien-être des animaux de compagnie, à en promouvoir la protection et à les sensibiliser à leurs attitudes. La Convention met l'accent sur la relation étroite entre les animaux de compagnie et les humains, et la valeur sociale des animaux de compagnie.
L'Azerbaïdjan a ratifié la Convention relative à la conservation de la vie sauvage et du milieu naturel de l'Europe le 28 mars 2000 et, depuis le 1er juillet 2000, la Convention est en vigueur en Azerbaïdjan. Les Parties à la Convention, y compris l'Azerbaïdjan, doivent assurer et encourager la protection des espèces sauvages de la flore et de la faune, en particulier des espèces menacées et vulnérables. Les États membres de la Convention sont seuls responsables de la diffusion d'informations concernant la conservation de la flore et de la faune sauvages parmi les populations. De plus, la Convention n'est pas une recommandation, mais est obligatoire pour les parties, et elles doivent élaborer des politiques concernant la protection de la faune.
La Convention concernant la protection du patrimoine mondial culturel et naturel a été adoptée à Paris le 16 novembre 1972. L'Azerbaïdjan a ratifié la Convention le 16 décembre 1993. Les parties à la Convention, y compris l'Azerbaïdjan, ont reconnu l'habitat des espèces animales menacées comme «patrimoine naturel mondial».

## Législation nationale

### Code de la République d'Azerbaïdjan sur les infractions administratives
Prendre des animaux de leur habitat naturel sans autorisation définie par la loi de la République d'Azerbaïdjan sur la faune est interdite. Cette activité entraîne l'imposition à des personnes physiques d'une amende de deux cents à cinq cents manats, des personnes officielles - deux mille à deux mille cinq cents manats, et des personnes morales - de cinq mille à sept mille cinq cents manats.
Le traitement cruel des animaux ayant causé leur mort ou des blessures graves est interdit par le Code. Les personnes qui ont violé cette norme sont punies de cinq cents manats.
Le Code comprend un article pour protéger les espèces d'animaux en voie de disparition. Chaque personne doit se conformer aux exigences législatives concernant la protection des espèces d'animaux spécialement protégées définies dans le livre rouge d'Azerbaïdjan.